# Santo Stino di Livenza
Santo Stino di Livenza – miejscowość i gmina we Włoszech, w regionie Wenecja Euganejska, w prowincji Wenecja.
Według danych na rok 2004 gminę zamieszkiwały 11 734 osoby, 172,6 os./km².